# Thectochlora brachycera
Thectochlora brachycera är en biart som beskrevs av Gonçalves och Melo 2006. Thectochlora brachycera ingår i släktet Thectochlora och familjen vägbin. Inga underarter finns listade i Catalogue of Life.